# Государственные перевороты на Фиджи (1987)
Государственные перевороты на Фиджи в 1987 году привели к свержению избранного правительства премьер-министра Фиджи Тимоти Мбавандра и к провозглашению Республики Фиджи. Первый переворот, в результате которого Мбавандра был свергнут, состоялся 14 мая 1987 года; второй переворот 25 сентября положил конец монархии на Фиджи, свергнув Елизавету II (как королеву Фиджи), вскоре после чего, 7 октября, была провозглашена республика. Оба переворота возглавлял подполковник Ситивени Рабука (позже пятый командующий Вооружёнными силами Республики). В зависимости от перспективы, можно рассматривать события либо в виде двух последовательных государственных переворотов, разделенных четырехмесячным перерывом, либо одним действием, начатым 14 мая и завершившимся провозглашением республики.

## Предыстория
10 октября 1970 года Фиджи была предоставлена независимость в составе Британского Содружества наций, однако 
главой Фиджи и после 1970 года являлась королева Великобритании, Елизавета II. 
Отношения между коренными фиджийскими и фиджи-индийцами были сложными и постоянно проявлялись в социальных и политических волнениях. Парламентские выборы в апреле 1987 года привели к замене возглавляемого коренными народами консервативного правительства премьер-министра рату Камисесе Мары многоэтнической коалицией, поддерживаемой в основном фиджи-индийским множеством.

## Переворот 14 мая 1987
Утром 14 мая, примерно в 10 часов утра, десять вооруженных солдат в масках вошли в Палату представителей Фиджи и насильно захватили парламент, собравшийся там на утреннюю сессию. Подполковник Ситивини Рабука, в гражданской одежде, обратился с места премьер-министра Тимоти Мбавандра к депутатам парламента, приказав им покинуть здание, что они и сделали без сопротивления. Путч был очевидным успехом и был осуществлен без потери жизней.
Около 11 часов утра «Radio Fiji» объявила о военном перевороте. Сообщается, что Рабука отправился в здание правительства, чтобы увидеть генерал-губернатора, Пенаиа Нганилау. Он добивался признания военных действий и свержения правительства Мбавандры. Вскоре было назначено временное правительство, и общественности было настоятельно предложено «сохранять спокойствие и продолжать свою повседневную работу».
После встречи генерал-губернатор поручил Комитету по пересмотру Конституции во главе с сэром Джоном Фалви рассмотреть «недостатки» Конституции Фиджи 1970 года, что и было сделано лицами, поддержавшими переворот.
19 мая 1987 года на взлётно-посадочной полосе аэропорта Нади была предпринята попытка захвата пассажирского авиалайнера Boeing 747-219B авиакомпании Air New Zealand. 37-летний фиджи-индиец со взрывчаткой проник на борт во время дозаправки и потребовал освобождения арестованного в результате военного переворота премьер-министра Фиджи доктора Тимочи Бавадры и 27 его сторонников, но был обезврежен экипажем авиалайнера и передан местной полиции.
Комиссия должна была начать слушания 6 июля и до 31 июля представить свои рекомендации генерал-губернатору. Его круг задач состоял в том, чтобы «укрепить представительство коренных фиджийцев и при этом учитывать интересы иных народов Фиджи». Комиссия получила 860 письменных и 120 устных сообщений и подготовила доклад, рекомендующий создать новый однопалатный законодательный орган, состоящий из 36 фиджийцев (28 избранных и 8 назначенных Большим Советом вождей), 22 фиджи-индийцев, 8 генералов-избирателей, 1 представителя народа ротума и до четырех кандидатов от премьер-министра. Национальные избирательные округа, этнически распределенные, и выборы на основе всеобщего голосования должны были быть отменены, и голосование должно было быть общим. Должность премьер-министра должна была быть зарезервирована для коренного фиджийца.
Генерал-губернатор распустил парламент и предоставил амнистию Рабуке, одновременно назначив его на должность командующего Вооружёнными силами Фиджи. Действия генерал-губернатора были с подозрением отвергнуты правительством, и Мбавандра оспорил его решение в Верховном суде Фиджи.

## Переворот 25 сентября 1987
Верховный суд Фиджи постановил, что совершенный в мае 1987 года военный переворот является незаконным, и генерал-губернатор Фиджи попытался утвердить исполнительную власть. Он открыл переговоры, известные как переговоры с дебютами, как со свергнутым правительством, так и с Партией Альянса, которую поддерживало большинство коренных фиджийцев. Эти переговоры завершились Соглашением от 23 сентября 1987 года. По нему предусматривалось правительство национального единства, в котором обе стороны будут представлены генерал-губернатором. 
25 сентября 1987 года Рамбука совершил второй военный переворот. Был объявлен комендантский час, военнослужащие армейских подразделений были выведены из казарм и привлечены к выполнению полицейских функций. Кроме того, были закрыты две газеты ("Фиджи таймс" и "Фиджи сан") и одна коммерческая радиостанция. Также были отменены все спортивные мероприятия, а в столице было запрещено движение автобусов и такси. Великобритания, Австралия и Новая Зеландия объявили о непризнании военного правительства.
Новая Зеландия отправила к Фиджи военное судно для эвакуации своих граждан (в это время на Фиджи находилось около тысячи граждан Новой Зеландии - в основном, туристы). Австралия сообщила, что корабли австралийского военного флота могут быть направлены к Фиджи для эвакуации граждан Австралии.
В октябре 1987 года С. Рамбука объявил о выходе Фиджи из возглавляемого Великобританией Содружества наций (заявление Фиджи о выходе из Содружества было официально принято и зарегистрировано в октябре 1987 года на конференции стран Содружества в Ванкувере). В ответ, Великобритания, Австралия и Новая Зеландия прекратили сотрудничество с Фиджи и ввели против Фиджи экономические санкции. 7 октября 1987 конституция 1970 года была отменена и Фиджи была провозглашена республикой.
20 октября 1987 года Новая Зеландия объявила о введении санкций против Фиджи (включавших в себя полное прекращение военной помощи и разработку мероприятий, направленных на значительное сокращение экономических отношений с Фиджи).
13 ноября 1987 года С. Рамбука отменил комендантский час и войска прекратили выполнение полицейских функций.

## Иностранное вмешательство
Австралийское рабочее движение, приняв вытеснение возглавляемого лейбористской партией правительства в качестве оскорбления мирового рабочего движения, установило эмбарго на поставки Фиджи. Поскольку Австралия была крупнейшим иностранным торговым партнёром Фиджи, это привело к значительному сокращению международной торговли государства[уточнить].

## Последствия
Организация Объединённых Наций немедленно осудила государственный переворот, требуя вернуть прежнее правительство. Содружество наций отреагировало на немедленное изгнание Фиджи из ассоциации.
В 1990 году была утверждена новая конституция, в которой посты президента и премьер-министра, а также две трети сената и значительная часть Палаты представителей были зарезервированы для коренных фиджийцев. Эти дискриминационные положения были в конечном счете отменены в результате пересмотра конституции в 1997 году.
Государственные перевороты привели к эмиграции фиджи-индийцев, что сделало их национальным меньшинством к 1994 году. Сегодня, хотя Фиджи имеет экономические проблемы, страна смогла постепенно оправиться от этой потери.

## Комментарии
1. ↑  С титулом королевы Фиджи.
2. ↑  По оценкам, 46% и 49% населения Фиджи в 1987 году соответственно.